# Perosa Argentina
Perosa Argentina je obec na severozápadě Itálie, ve správním celku Metropolitní město Turín. Od města Turín je vzdálená asi 40 km jihozápadním směrem. 
Perosa Argentina je významným místem v historii římskokatolické kongregace Salesiánů Dona Bosca. Od roku 1924 zde existoval chlapecký ústav, jehož žáci zde studovali a připravovali se na přenesení salesiánského díla do Čech. Prvním, kdo zde s chlapci pracoval, byl spoluzakladatel a první provinciál české salesiánské provincie Ignác Stuchlý. Po 1. světové válce zde chlapecký domov fungoval ve velmi skromných podmínkách. V roce 1927 se gymnazisté z Perosy i s Ignácem Stuchlým přestěhovali z Itálie do Fryštáku na Zlínsku.